# Circolo Nautico Posillipo 1984-1985
Questa voce raccoglie le informazioni riguardanti il Circolo Nautico Posillipo nelle competizioni ufficiali della stagione 1984-1985.

## Rosa
| N° |                     | Ruolo | Giocatore                      |
| -- | ------------------- | ----- | ------------------------------ |
| 1  | Italia (bandiera)   | P     | Giampaolo De Medici            |
| 12 | Italia (bandiera)   |       | Carlo Siena                    |
| 2  | Italia (bandiera)   |       | Stefano Postiglione (Capitano) |
| 3  | Ungheria (bandiera) |       | Attila Sudár                   |
| 4  | Italia (bandiera)   |       | Gennaro Fiorillo               |
| 5  | Italia (bandiera)   |       | Michele Baviera                |
| 6  | Italia (bandiera)   |       | Franco Porzio                  |
| 7  | Italia (bandiera)   |       | Mario Fiorillo                 |

| N° |                   | Ruolo | Giocatore             |
| -- | ----------------- | ----- | --------------------- |
| 8  | Italia (bandiera) |       | Giuseppe Porzio       |
| 9  | Italia (bandiera) |       | Claudio Palumbo       |
| 10 | Italia (bandiera) |       | Marco Postiglione     |
| 13 | Italia (bandiera) |       | Massimo Fiorentino    |
| 14 | Italia (bandiera) |       | Piero Fiorentino      |
| 11 | Italia (bandiera) |       | Antonello Postiglione |
|    | Italia (bandiera) |       | Andrea Laurenzio      |
|    | Italia (bandiera) |       | Carmine Argentiero    |